# Präsidentschaftswahl in Slowenien 2007
Die Präsidentschaftswahl in Slowenien 2007 fand am 21. Oktober und am 11. November 2007 statt. Gewinner der Wahl im zweiten Wahlgang war der parteilose Kandidat Danilo Türk.

## Wahlsystem
Der Staatspräsident wurde in direkter und geheimer Wahl vom Volk für eine Amtszeit von 5 Jahren gewählt. Eine anschließende Wiederwahl war einmalig möglich. Um an der Wahl teilnehmen zu können, musste ein Kandidat die slowenische Staatsbürgerschaft besitzen. Die Wahl wurde vom Präsidenten der Staatsversammlung ausgeschrieben und musste spätestens 15 Tage vor Ablauf der Amtszeit des vorigen Präsidenten stattfinden. Als gewählt galt der Kandidat, welcher die absolute Mehrheit der Stimmen erhielt. Sollte keiner der Kandidaten die absolute Mehrheit der Stimmen erreichen, so musste eine Stichwahl zwischen den zwei Kandidaten stattfinden, welche die meisten Stimmen erhalten haben.
Sollte die reguläre Amtszeit des Präsidenten während eines Kriegs- oder Ausnahmezustandes ablaufen, so endete sein Amt erst sechs Monate nach Beendigung des Kriegs- oder Ausnahmezustandes.

## Kandidaten
Zur Wahl traten insgesamt sieben Kandidaten an, darunter vier Parteilose und drei mit Parteizugehörigkeit. Zmago Jelinčič (SNS), Darko Krajnc (SMS) und Monika Piberl (GŽS) waren die Kandidaten mit Parteizugehörigkeit. Die parteilosen Kandidaten waren Danilo Danilo Türk (unterstützt von den SD, DeSUS und Aktives Slowenien), Lojze Peterle (unterstützt von NSi, SDS und SLS), Mitja Gaspari (unterstützt von LDS) und Elena Pečarič (unterstützt von Akacije).

## Wahlergebnis
Im ersten Wahlgang holte Lojze Peterle mit rund 29 Prozent die meisten Stimmen, verfehlte aber die absolute Mehrheit, wodurch ein zweiter Wahlgang notwendig wurde. Auf dem zweiten Platz mit rund 24 Prozent landete Danilo Türk und kam damit in die Stichwahl mit Lojze Peterle.
In der zweiten Abstimmungsrunde am 11. November 2007 gewann Danilo Türk mit einem großen Vorsprung von rund 68 Prozent vor Lojze Peterle die Wahl.
| Kandidaten          | Kandidaten        | Parteien                            | 1. Wahlgang | 1. Wahlgang | 2. Wahlgang | 2. Wahlgang |
| Kandidaten          | Kandidaten        | Parteien                            | Stimmen     | %           | Stimmen     | %           |
| ------------------- | ----------------- | ----------------------------------- | ----------- | ----------- | ----------- | ----------- |
|                     | Danilo Türk       | Parteilos (SD - DESUS - Zares - AS) | 241.349     | 24,5        | 677.333     | 68,0        |
|                     | Lojze Peterle     | Parteilos (N.Si – SDS – SLS)        | 283.412     | 28,7        | 318.288     | 32,0        |
|                     | Mitja Gaspari     | Parteilos (LDS)                     | 237.632     | 24,1        |             |             |
|                     | Zmago Jelinčič    | Slovenska nacionalna stranka        | 188.951     | 19,2        |             |             |
|                     | Darko Krajnc      | Stranka mladih Slovenije            | 21.526      | 2,2         |             |             |
|                     | Elena Pečarič     | Parteilos (Stranka Akacije)         | 8.830       | 0,9         |             |             |
|                     | Monika Piberl     | Glas žensk Slovenije                | 4.729       | 0,5         |             |             |
| Gesamt              | Gesamt            | Gesamt                              | 986.429     | 100         | 995.621     | 100         |
|                     |                   |                                     |             |             |             |             |
| Ungültige Stimmen   | Ungültige Stimmen | Ungültige Stimmen                   | 5.279       | 0,5         | 9.738       | 1,0         |
| Wähler              | Wähler            | Wähler                              | 991.708     | 57,6        | 1.005.359   | 58,4        |
| Wahlberechtigte     | Wahlberechtigte   | Wahlberechtigte                     | 1.720.481   |             | 1.720.174   |             |
|                     |                   |                                     |             |             |             |             |
| Quelle: Uradni list |                   |                                     |             |             |             |             |